# Frankie Yale
Frankie Yale va ser uns dels mafiosos més poderosos de Brooklyn.
Yale era conegut per les seves estafes, a més va incursionar també en el crim organitzat laboral i l'extorsió als molls.